# جونتو تاگوچی
جونتو تاگوچی (انگلیسی: Junto Taguchi؛ زادهٔ ۲۸ سپتامبر ۱۹۹۶) بازیکن فوتبال اهل ژاپن است.
از باشگاه‌هایی که در آن بازی کرده‌است می‌توان به باشگاه فوتبال یوکوهاما مارینوس اشاره کرد.